# Тунел под гарата
Тунелът под гарата e пътен тунел в Пловдив, който след издълбаването си ще свързва бул. „Васил Априлов“ и бул. „Македония“ и ще минава под Централна гара Пловдив, успоредно на сегашния пешеходен подлез. Тунелът ще бъде част от вътрешноградска магистрала Север-Юг.

## История
Още през 2008 г. е взето решение да се намери алтернативно решение за пътния поток Север-Юг и да се разруши Бетонният мост.
През 2016 г. е представен проект за тунел под Централна гара в Пловдив. Целият проект е на стойност 45 млн. лв. Реализацията му започва през 2022 г. Предвижда се тунелът да бъде готов през 2024 г. Бетонният мост ще бъде съборен или повдигнат, след като тунелът бъде пуснат в експлоатация.

## Технически данни
Тръбата ще е дълга 465 м, на 7 м под земята, с две ленти за движение по 7,5 м, разделени от 3,5 м разделителна линия.
Предвиждат се две двойки автобусни спирки (на Централна гара и до автогара „Родопи“) и вертикални изходи за пешеходци. Трасето тръгва от бул. „Васил Априлов“, ще мине под колелото на гарата, което се запазва и ще излезе до стадион „Тодор Диев“, където ще се свързва с бул. „Македония“. За да поеме трафика, площта на пешеходната алея на бул. „Македония“ ще се намали за сметка на улично платно. До стадиона ще има връзка с бъдещата Южна тангента. От северната страна улица „Велико Търново“ ще бъде разширена за да позволи връзка между булевард „Руски“ и булевард „Васил Априлов“.
Начин на изпълнение – „Подземно прокопаване“.